# TuS Nettelstedt-Lübbecke
TuS Nettelstedt-Lübbecke es un equipo de balonmano de la localidad de Lübbecke, Alemania. Actualmente compite en la Bundesliga.

## Palmarés
- Recopa: 1
  - 1981
- City Cup:: 2
  - 1997, 1998
- 2.Bundesliga: 5
  - 1994, 2002, 2004, 2009, 2017

## Plantilla 2020-21
|  | Porteros - 1 Peter Kowalski - 16 Aljoša Rezar - 21 Johannes Jepsen Extremos izquierdos - 45 Jan-Eric Speckmann - 52 Tom Skroblien Extremos derechos - 14 Peter Strosack - 15 Marvin Mundus Pívots - 19 Yannick Dräger - 48 Leoš Petrovský | Laterales izquierdos - 5 Lutz Heiny - 13 Marko Bagarić - 23 Valentin Spohn Centrales - 3 Roman Bečvář - 11 Benas Petreikis - 22 Filip Březina Laterales derechos - 7 Florian Baumgärtner - 9 Dominik Ebner |